# Magnus Lehnberg
Magnus Lehnberg, född 22 maj 1758 i Södra Vi församling, Kalmar län, död 9 december 1808, var en svensk teolog. Ledamot av Svenska Akademien 1789–1808, stol 5. Biskop i Linköpings stift 1805 - 1808. 

## Biografi
Magnus Lehnberg föddes 1758 i Södra Vi församling. Han var son till hovrättskommissarien Olof Lehnberg och Anna Elisabet Watzell. Lehnberg studerade i Kalmar och blev 1776 student vid Uppsala universitet, medlem av Kalmar nation. Han prästvigdes 1785 till komministersadjunkt i Sankt Nikolai församling, Stockholm. Lehnberg  blev 1 juni 1788 kunglig hovpredikant och var ledamot av Hovkonsistorium.
Han blev 18 december 1789 kyrkoherde i Kungsholms församling, Stockholm och var även från 23 september 1790 kyrkoherde i Spånga församling. Från 30 juni 1791 till 1792 var han kontraktsprost i Roslags västra kontrakt. Överhovpredikant hos änkedrottningen Sofia Magdalena 11 maj 1792 och föreslogs 1796 till biskop i Visby stift. Han blev 27 november 1797 ordenshistoriograf och 16 juni 1800 teologie doktor primus. Lehnberg var 1800–1806 fullmäktig i Riksgäldskontoret och blev 2 februari 1802 kungens överhovpredikant och preses i Hovkonsistorium. Han blev 2 april 1802 kyrkoherde i Jakob och Johannes församling, Stockholm och blev 1803 ledamot av kanslersgillet.
Lehnberg blev 22 oktober 1805 biskop i Linköpings stift, tillträdde 1806. Vi det valet fick han 210 röster, gentemot professor Samuel Gustaf Harlingson 212 röster och professorn Eric Michael Fant 133 röster. Lehnberg blev även kyrkoherde i Vreta klosters församling 1805 och utnämndes 1806 till ledamot av Nordstjärneorden. Han avled 1808 och begravdes i Vreta klosters kyrka, där en minnesvård står på hans grav.
Preses i Samfundet Pro Fide et Christiansimo 1803. 
Som präst väckte Lehnberg uppmärksamhet genom sina tal och vann Svenska Akademiens stora pris i vältalighet 1787 för ett tal över Birger Jarl och 1788 för ett tal över Car Carlsson Gyllenhielm. Lehnbergs predikningar utgavs i tre band 1809-12.
Har sin gravplats på kyrkogården vid Vreta klosters kyrka. På gravstenen står inristat:

...I honom förlorade religionens läror

och stora mäns minnen

den vältaligaste tolk

som varit hos oss född.

Samtiden upvaknade och blev hans läriunge.

Tider som kommen afunnes

I läsen

Wi hörde honom
Det torde dock vara tveksamt om han någonsin lästs av eftervärlden i någon större omfattning. Med den inbrytande romantiken förändrades smaken redan kort efter hans död.

### Familj
Lehnberg gifte sig 23 september 1790 med Charlotta Sophia af Apelblad (1775–1838), dotter till lagmannen Jonas af Apelblad och Anna Elisabeth Martineau. De fick tillsammans barnen Anna Sophia Lehnberg (1791–1795), sekreteraren Carl Magnus af Lehnberg (1795–1845) vid förvaltningen av Sjöärenden, kadetten Gustaf Adolph Lehnberg (1798–1813), Amalia Charlotta Sophia Lehnberg (född 1805) som var gift med löjtnanten Carl Fredrik Johan von Feilitzen.
Sonen Carl Magnus Lehnberg adlades för sin faders förtjänster 1808 med namnet af Lehnberg, introducerad på Riddarhuset under nummer 2210 med slöt ätten vid sin död 1845.